# Abou Tisht
Abou Tisht (Per-djadja, Pr-ḏȝḏȝ en ancien égyptien) est une ancienne ville du 8e nome de Haute-Égypte, le nome de la Grande Terre.

## Histoire
| O1 · Z1 | U28 | G1 | U28 | G1 | D1 · Z1 · O49 |

| O1 · Z1 | U28 | G1 | U28 | G1 | D1 · Z1 · O49 |

Elle est considérée comme l'une des plus anciennes zones habitées d'Égypte car elle comprend la zone de Nagada qui contient des vestiges de civilisations préhistoriques comme la culture de Naqada. Elle est identifiée à l'ancienne ville égyptienne de Per-Djadja, bien que Daressy identifie la ville voisine d'Abou Shûsha comme la véritable Per-Djadja.